# Estêvão Soares de Melo
Estêvão Soares de Melo (c. 1355 - Melo, c. 1418) foi o 6.º Senhor de Melo. Na qualidade de um dos principais nobres do reino, acompanhou o rei D. João I e seus filhos na Tomada de Ceuta, a 21 de agosto de 1415.
Foi o 1º dos senhores de Melo a usar um escudo com as armas dos Melo Soares ou Soares de Melo, composto com as armas dos Melo, em pleno, e a bordadura dos Soares de Albergaria; as mesmas armas estão no túmulo de sua filha, D. Milícia de Melo Soares, na Igreja da Graça, em Lisboa.

## Relações familiares
Era filho de Martim Afonso de Melo, 5º senhor de Melo e de Inês Lopes de Brito, filha de Rui Lopes de Brito.  
Casou com Teresa Freire de Andrade, que foi dama de companhia da rainha D. Filipa, filha de Rui Freire de Andrade e de Aldonça de Novais (e neta paterna de D. Nuno Rodrigues Freire de Andrade, 6.º Mestre da Ordem de Cristo), de quem teve: 
1. Martim Afonso de Melo, 7.º senhor de Melo casado com Brites de Sousa
2. Guiomar de Melo casou com Mem de Brito, que foi  senhor do morgado de São Lourenço
3. Isabel de Melo que foi casada por duas vezes, a primeira com o 2.º senhor de Mossâmedes, João de Almeida. O segundo casamento foi com Fernão Soares de Albergaria, senhor do Prado.
4. Mécia de Melo ou Milícia de Melo Soares, casada com Rui Gomes de Alvarenga.